# Anacalliax
Anacalliax is een geslacht van kreeftachtigen uit de klasse van de Malacostraca (hogere kreeftachtigen).

## Soorten
- Anacalliax agassizi (Biffar, 1971)
- Anacalliax argentinensis (Biffar, 1971)
- Anacalliax pixii (Kensley, 1976)